# Orleans (Iowa)
Pour les articles homonymes, voir Orleans.
Orleans est une ville du comté de Dickinson, en Iowa, aux États-Unis. Elle est incorporée le 3 juillet 1895.

## Source de la traduction
- (en) Cet article est partiellement ou en totalité issu de l’article de Wikipédia en anglais intitulé « Orleans, Iowa » (voir la liste des auteurs).